# Krokosmija
Krokosmija (lat. Crocosmia), biljni rod iz porodice perukikovki smješten u podtribus Freesiinae, dio potporodice Crocoideae. Pripada mu 8 vrsta trajnica rasprostranjenih od Sudana do Južne Afrike i na Madagaskaru.
Krokosmija podsjeća na gladiolu, ali male je veličine pa izgleda gracioznije.

## Vrste
1. Crocosmia ambongensis (H.Perrier) Goldblatt & J.C.Manning
2. Crocosmia aurea (Pappe ex Hook.) Planch.
3. Crocosmia × crocosmiiflora (Lemoine) N.E.Br.
4. Crocosmia fucata (Lindl.) M.P.de Vos
5. Crocosmia masoniorum (L.Bolus) N.E.Br.
6. Crocosmia mathewsiana (L.Bolus) Goldblatt ex M.P.de Vos
7. Crocosmia paniculata (Klatt) Goldblatt
8. Crocosmia pearsei Oberm.
9. Crocosmia pottsii (Baker) N.E.Br.

## Sinonimi
- Crocanthus Klotzsch ex Klatt
- Curtonus N.E.Br.